# 1498
Năm 1498 là một năm trong lịch Julius.